# Frederikshavn White Hawks
Pour les articles homonymes, voir White Hawks.
Le White Hawks de Frederikshavn IK est un club de hockey sur glace de Frederikshavn au Danemark. Il évolue en Metal Ligaen l'élite danoise.

## Historique
Le club est créé en 1964. Il a remporté la Metal Ligaen à 2 reprises.

## Palmarès
- Vainqueur de la Metal Ligaen: 1989, 2000.

## Joueurs
| No    | Nom                          | Nat. | Position  | Arrivée                    |
| ----- | ---------------------------- | ---- | --------- | -------------------------- |
| +001, | Kevin Dich Frydkjær          |      | Gardien   | Formé au club              |
| +019, | Magnus Johnsen               |      | Gardien   | Formé au club              |
| +029, | Tadeáš Galanský              |      | Gardien   | 2021 - Odense Bulldogs     |
| +008, | Jakob Stridsberg             |      | Défenseur | 2023 - HC Vita Hästen      |
| +010, | Anton Stenbakken             |      | Défenseur | 2023 - Frölunda HC         |
| +012, | Rasmus Søndergaard           |      | Défenseur | Formé au club              |
| +021, | Daniel Baastrup Andersen     |      | Défenseur | 2023 - Herlev Eagles       |
| +024, | Christopher Mulberg          |      | Défenseur | Formé au club              |
| +026, | Jonas Jakobsen               |      | Défenseur | 2023 - Odense Bulldogs     |
| +038, | Pontus Englund               |      | Défenseur | 2023 - IF Sundsvall Hockey |
| +077, | Mads Iversen                 |      | Défenseur | 2020 - Aalborg Pirates     |
| +005, | Mikkel Bertelsen             |      | Attaquant | 2023 - Herlev Eagles       |
| +007, | Thomas Søndergaard           |      | Attaquant | Formé au club              |
| +009, | Jonas Jakobsen               |      | Attaquant | 2022 - Aalborg Pirates     |
| +016, | Eetu Mäki                    |      | Attaquant | 2023 - KeuPa HT            |
| +028, | Sebastian Brinkman           |      | Attaquant | 2020 - Aalborg Pirates     |
| +040, | Rasmus Lahnaviik             |      | Attaquant | 2023 - EC Kitzbühel        |
| +042, | Gorm Topholt                 |      | Attaquant | 2023 - Odense Bulldogs     |
| +048, | Emil Marcussen               |      | Attaquant | 2023 - Aalborg Pirates     |
| +049, | Christopher Frederiksen      |      | Attaquant | 2021 - Gothiques d'Amiens  |
| +059, | Jacob Møller Jensen          |      | Attaquant | 2022 - Aalborg Pirates     |
| +069, | Nikolaj Boelsmann Kristensen |      | Attaquant | 2020 - Aalborg Pirates     |
| +071, | Sebastian Holm-Pedersen      |      | Attaquant | Formé au club              |
| +089, | Todd Winder                  |      | Attaquant | 2023 - Karlskrona HK       |
| +093, | Robin Johansson              |      | Attaquant | 2023 - Mora IK             |